# Паравентрикулярное ядро гипоталамуса
Паравентрикулярное ядро гипоталамуса (лат. Nucleus paraventricularis hypothalami, англ. Paraventricular nucleus of hypothalamus, далее — PVN) — группа нейронов гипоталамуса. PVN образуют 3 группы крупноклеточных (magnocellular neurons) и 5 групп мелкоклеточных (parvocellular neurons) нейронов, выделенных на основе характеристик цитоархитектоники и биохимических свойств. Несмотря на существенные различия в указанных параметрах между группами, каждая группа содержит нейроны, идущие в гипофиз, и нейроны, содержащие вазопрессин и/или окситоцин.
Крупноклеточные нейроны (magnocellular neurons) — представлены передней, задней и медиальной обособленными группами, погруженными в матрикс, образованный мелкоклеточными нейронами. Большая часть клеток отдает проекции в гипофиз.
Мелкоклеточные нейроны (parvocellular neurons) — образуют матрикс, разделенный на перивентрикулярный, передний, задний, медиальный и латеральные отделы. Основная часть нейронов отдают проекции в ствол мозга.